# ویندهام اسپرینگز (آلاباما)
ویندهام اسپرینگز (به انگلیسی: Windham Springs) یک منطقهٔ مسکونی در ایالات متحده آمریکا است که در شهرستان تاسکالوسا، آلاباما واقع شده‌است. ویندهام اسپرینگز ۱۲۱٫۹۲ متر بالاتر از سطح دریا واقع شده‌است.